# Kvarnsjön (Kalvs socken, Västergötland)
Kvarnsjön är en sjö i Svenljunga kommun i Västergötland och ingår i Ätrans huvudavrinningsområde.